# Liste des distinctions de La La Land
La La Land est une comédie musicale et un drame romantique américain de 2016, écrite et réalisée par Damien Chazelle. Il met en scène Ryan Gosling et Emma Stone, et le film se concentre sur deux jeunes gens qui luttent pour joindre les deux bouts à Los Angeles, tout en poursuivant leurs rêves d'artistes. Justin Hurwitz a composé la musique du film, tandis que Linus Sandgren était le directeur de la photographie. David et Sandy Reynolds-Wasco sont responsables des décors et Mary Zophres a conçu les costumes.
La La Land est présenté en première à Mostra de Venise 2016 le 31 août, où Stone a remporté coupe Volpi de la meilleure interprétation féminine. Le film a eu une sortie limitée le 9 décembre 2016 à Los Angeles et à New York, avant de s'étendre plus largement à partir du 16 décembre. Le film est un succès au box-office, avec plus de 430 millions de dollars pour un budget de 30 millions de dollars. Sur Rotten Tomatoes, un agrégateur de critiques, 91 % de 425 critiques sont positives. Le film a été nommé pour 265 prix et en remporte 112 ; sa réalisation, son scénario, sa musique et les performances de Gosling et Stone reçoivent le plus d'attention.
La La Land a reçu 14 nominations lors de la 89e édition des Academy Awards, égalant ainsi le record du nombre de nominations pour un seul film avec Ève (1950) et Titanic (1997). Il en remporte six, soit les prix du meilleur réalisateur (Chazelle), de la meilleure actrice (Stone), de la meilleure photographie (Sandgren), de la meilleure musique originale (Hurwitz), de la meilleure chanson originale (City of Stars) et du meilleur design de production (les Wascos). Lors de la cérémonie, le film a également été annoncé à tort comme le gagnant du meilleur film (qu'il a perdu au profit de Moonlight) après que les présentateurs aient reçu la mauvaise enveloppe. Chazelle est devenu le plus jeune gagnant du prix du meilleur réalisateur. Le film obtient sept nominations aux Golden Globes : meilleur film - comédie musicale ou comique, meilleur réalisateur, meilleur acteur - comédie musicale ou comique pour Gosling, meilleure actrice - comédie musicale ou comique pour Stone, meilleur scénario, meilleure musique originale et meilleure chanson originale (City of Stars). Il remporte toutes les nominations et devient ainsi le film ayant reçu le plus grand nombre de Golden Globes.
La La Land a également mené la 70e cérémonie des British Academy Film Awards avec cinq victoires et onze nominations. Le film remporte les prix du meilleur film, de la meilleure actrice dans un rôle principal, de la meilleure réalisation, de la meilleure cinématographie et de la meilleure musique de film. Lors de la 23e édition des Screen Actors Guild Awards, Stone et Gosling sont tous deux nommés pour leur rôle principal, Stone remportant le prix de la meilleure actrice principale. Lors de la 22e édition des Critics' Choice Awards, le film est nommé pour 12 prix. Il en remporte huit, dont ceux du meilleur film, de la meilleure réalisation et de la meilleure musique. La bande originale du film a remporté le prix de la meilleure bande sonore pour les médias visuels et le prix de la meilleure bande sonore pour les médias visuels lors de la 60e cérémonie des Grammy Awards. De plus, l'American Film Institute a sélectionné La La Land comme l'un de ses dix films de l'année.

## Récompenses et nominations
| Cérémonie                                     | Date                              | Catégorie                                                                  | Destinataire(s)                                                                                 | Résultat   | Ref(s)        |
| --------------------------------------------- | --------------------------------- | -------------------------------------------------------------------------- | ----------------------------------------------------------------------------------------------- | ---------- | ------------- |
| AACTA International Awards                    | 8 janvier 2017                    | Meilleur film                                                              | La La Land                                                                                      | Lauréat    | [ 1 ]         |
| AACTA International Awards                    | 8 janvier 2017                    | Meilleur réalisateur                                                       | Damien Chazelle                                                                                 | Nomination | [ 1 ]         |
| AACTA International Awards                    | 8 janvier 2017                    | Meilleur acteur                                                            | Ryan Gosling                                                                                    | Nomination | [ 1 ]         |
| AACTA International Awards                    | 8 janvier 2017                    | Meilleure actrice                                                          | Emma Stone                                                                                      | Lauréat    | [ 1 ]         |
| AACTA International Awards                    | 8 janvier 2017                    | Meilleur scénario                                                          | Damien Chazelle                                                                                 | Nomination | [ 1 ]         |
| AARP Annual Movies for Grownups Awards        | 6 février 2017                    | Meilleur film                                                              | La La Land                                                                                      | Nomination | [ 2 ]         |
| AARP Annual Movies for Grownups Awards        | 6 février 2017                    | Meilleure comédie                                                          | La La Land                                                                                      | Lauréat    | [ 2 ]         |
| American Cinema Editors                       | 27 janvier 2017                   | Meilleur montage - comédie ou musical                                      | Tom Cross                                                                                       | Lauréat    | [ 3 ]         |
| Alliance of Women Film Journalists            | 21 décembre 2016                  | Meilleur film                                                              | La La Land                                                                                      | Nomination | [ 4 ] [ 5 ]   |
| Alliance of Women Film Journalists            | 21 décembre 2016                  | Meilleur réalisateur                                                       | Damien Chazelle                                                                                 | Nomination | [ 4 ] [ 5 ]   |
| Alliance of Women Film Journalists            | 21 décembre 2016                  | Meilleur acteur                                                            | Ryan Gosling                                                                                    | Nomination | [ 4 ] [ 5 ]   |
| Alliance of Women Film Journalists            | 21 décembre 2016                  | Meilleure actrice                                                          | Emma Stone                                                                                      | Nomination | [ 4 ] [ 5 ]   |
| Alliance of Women Film Journalists            | 21 décembre 2016                  | Meilleur scénario original                                                 | Damien Chazelle                                                                                 | Nomination | [ 4 ] [ 5 ]   |
| Alliance of Women Film Journalists            | 21 décembre 2016                  | Meilleure photographie                                                     | Linus Sandgren                                                                                  | Nomination | [ 4 ] [ 5 ]   |
| Alliance of Women Film Journalists            | 21 décembre 2016                  | Meilleur montage                                                           | Tom Cross                                                                                       | Nomination | [ 4 ] [ 5 ]   |
| American Society of Cinematographers          | 4 février 2017                    | Meilleure photographie pour un film sorti au cinéma                        | Linus Sandgren                                                                                  | Nomination | [ 6 ]         |
| Art Directors Guild Awards                    | 11 février 2017                   | Meilleurs décors                                                           | David Wasco                                                                                     | Lauréat    | [ 7 ]         |
| Austin Film Critics Association               | 28 décembre 2016                  | Meilleur film                                                              | La La Land                                                                                      | 2e Place   | [ 8 ]         |
| Austin Film Critics Association               | 28 décembre 2016                  | Meilleur réalisateur                                                       | Damien Chazelle                                                                                 | Nomination | [ 8 ]         |
| Austin Film Critics Association               | 28 décembre 2016                  | Meilleur acteur                                                            | Ryan Gosling                                                                                    | Nomination | [ 8 ]         |
| Austin Film Critics Association               | 28 décembre 2016                  | Meilleur scénario original                                                 | Damien Chazelle                                                                                 | Nomination | [ 8 ]         |
| Austin Film Critics Association               | 28 décembre 2016                  | Meilleure photographie                                                     | Linus Sandgren                                                                                  | Lauréat    | [ 8 ]         |
| Austin Film Critics Association               | 28 décembre 2016                  | Meilleure bande originale                                                  | Justin Hurwitz                                                                                  | Lauréat    | [ 8 ]         |
| Australian Film Critics Association           | 7 mars 2017                       | Meilleur film international (en anglais)                                   | La La Land                                                                                      | Nomination | [ 9 ]         |
| Boston Society of Film Critics                | 11 décembre 2016                  | Meilleur film                                                              | La La Land                                                                                      | Lauréat    | [ 10 ]        |
| Boston Society of Film Critics                | 11 décembre 2016                  | Meilleur réalisateur                                                       | Damien Chazelle                                                                                 | Lauréat    | [ 10 ]        |
| Boston Society of Film Critics                | 11 décembre 2016                  | Meilleur montage                                                           | Tom Cross                                                                                       | Lauréat    | [ 10 ]        |
| British Academy Film Awards                   | 12 février 2017                   | Meilleur film                                                              | Fred Berger, Jordan Horowitz, and Marc Platt                                                    | Lauréat    | [ 11 ]        |
| British Academy Film Awards                   | 12 février 2017                   | Meilleur acteur dans un rôle principal                                     | Ryan Gosling                                                                                    | Nomination | [ 11 ]        |
| British Academy Film Awards                   | 12 février 2017                   | Meilleure actrice dans un rôle principal                                   | Emma Stone                                                                                      | Lauréat    | [ 11 ]        |
| British Academy Film Awards                   | 12 février 2017                   | Meilleur réalisateur                                                       | Damien Chazelle                                                                                 | Lauréat    | [ 11 ]        |
| British Academy Film Awards                   | 12 février 2017                   | Meilleur scénario original                                                 | Damien Chazelle                                                                                 | Nomination | [ 11 ]        |
| British Academy Film Awards                   | 12 février 2017                   | Meilleure photographie                                                     | Linus Sandgren                                                                                  | Lauréat    | [ 11 ]        |
| British Academy Film Awards                   | 12 février 2017                   | Meilleur montage                                                           | Tom Cross                                                                                       | Nomination | [ 11 ]        |
| British Academy Film Awards                   | 12 février 2017                   | Meilleure musique de film                                                  | Justin Hurwitz                                                                                  | Lauréat    | [ 11 ]        |
| British Academy Film Awards                   | 12 février 2017                   | Meilleurs décors                                                           | David Wasco et Sandy Reynolds-Wasco                                                             | Nomination | [ 11 ]        |
| British Academy Film Awards                   | 12 février 2017                   | Meilleurs costumes                                                         | Mary Zophres                                                                                    | Nomination | [ 11 ]        |
| British Academy Film Awards                   | 12 février 2017                   | Meilleur son                                                               | Ai-Ling Lee, Mildred Iatrou Morgan, Steve A. Morrow, and Andy Nelson                            | Nomination | [ 11 ]        |
| Casting Society of America                    | 19 janvier 2017                   | Feature Big Budget – Comédie                                               | La La Land                                                                                      | Lauréat    | [ 12 ]        |
| César du cinéma                               | 24 février 2018                   | Meilleur film étranger                                                     | La La Land                                                                                      | Nomination | [ 13 ]        |
| Chicago Film Critics Association              | 15 décembre 2016                  | Meilleur film                                                              | La La Land                                                                                      | Nomination | [ 14 ]        |
| Chicago Film Critics Association              | 15 décembre 2016                  | Meilleur réalisateur                                                       | Damien Chazelle                                                                                 | Nomination | [ 14 ]        |
| Chicago Film Critics Association              | 15 décembre 2016                  | Meilleure actrice                                                          | Emma Stone                                                                                      | Nomination | [ 14 ]        |
| Chicago Film Critics Association              | 15 décembre 2016                  | Meilleure photographie                                                     | Linus Sandgren                                                                                  | Lauréat    | [ 14 ]        |
| Chicago Film Critics Association              | 15 décembre 2016                  | Meilleur montage                                                           | Tom Cross                                                                                       | Lauréat    | [ 14 ]        |
| Chicago Film Critics Association              | 15 décembre 2016                  | Meilleure musique de film                                                  | Justin Hurwitz                                                                                  | Nomination | [ 14 ]        |
| Chicago Film Critics Association              | 15 décembre 2016                  | Meilleure direction artistique                                             | La La Land                                                                                      | Nomination | [ 14 ]        |
| Cinema Audio Society Awards                   | 18 février 2017                   | Meilleur mixage de son pour un film – Action en direct                     | James Ashwill, Nicholai Baxter, David Betancourt, Ai-Ling Lee, Steve A. Morrow, and Andy Nelson | Lauréat    | [ 15 ]        |
| Costume Designers Guild                       | 21 février 2017                   | Excellence in Contemporary Film                                            | Mary Zophres                                                                                    | Lauréat    | [ 16 ]        |
| Critics' Choice Awards                        | 11 décembre 2016                  | Meilleur film                                                              | La La Land                                                                                      | Lauréat    | [ 17 ]        |
| Critics' Choice Awards                        | 11 décembre 2016                  | Meilleur réalisateur                                                       | Damien Chazelle                                                                                 | Lauréat    | [ 17 ]        |
| Critics' Choice Awards                        | 11 décembre 2016                  | Meilleur acteur                                                            | Ryan Gosling                                                                                    | Nomination | [ 17 ]        |
| Critics' Choice Awards                        | 11 décembre 2016                  | Meilleure actrice                                                          | Emma Stone                                                                                      | Nomination | [ 17 ]        |
| Critics' Choice Awards                        | 11 décembre 2016                  | Meilleur scénario original                                                 | Damien Chazelle                                                                                 | Lauréat    | [ 17 ]        |
| Critics' Choice Awards                        | 11 décembre 2016                  | Meilleure photographie                                                     | Linus Sandgren                                                                                  | Lauréat    | [ 17 ]        |
| Critics' Choice Awards                        | 11 décembre 2016                  | Meilleurs costumes                                                         | Mary Zophres                                                                                    | Nomination | [ 17 ]        |
| Critics' Choice Awards                        | 11 décembre 2016                  | Meilleur montage                                                           | Tom Cross                                                                                       | Lauréat    | [ 17 ]        |
| Critics' Choice Awards                        | 11 décembre 2016                  | Meilleure direction artistique                                             | David Wasco et Sandy Reynolds-Wasco                                                             | Lauréat    | [ 17 ]        |
| Critics' Choice Awards                        | 11 décembre 2016                  | Meilleure bande son                                                        | Justin Hurwitz                                                                                  | Lauréat    | [ 17 ]        |
| Critics' Choice Awards                        | 11 décembre 2016                  | Meilleure chanson                                                          | Audition (The Fools Who Dream) de Justin Hurwitz, Pasek and Paul                                | Nomination | [ 17 ]        |
| Critics' Choice Awards                        | 11 décembre 2016                  | Meilleure chanson                                                          | City of Stars de Justin Hurwitz, Pasek and Paul                                                 | Lauréat    | [ 17 ]        |
| Dallas-Fort Worth Film Critics Association    | 13 décembre 2016                  | Meilleur acteur                                                            | Ryan Gosling                                                                                    | 4e place   | [ 18 ]        |
| Dallas-Fort Worth Film Critics Association    | 13 décembre 2016                  | Meilleure actrice                                                          | Emma Stone                                                                                      | 2e place   | [ 18 ]        |
| Dallas-Fort Worth Film Critics Association    | 13 décembre 2016                  | Meilleur réalisateur                                                       | Damien Chazelle                                                                                 | 2e place   | [ 18 ]        |
| Dallas-Fort Worth Film Critics Association    | 13 décembre 2016                  | Meilleure photographie                                                     | Linus Sandgren                                                                                  | Lauréat    | [ 18 ]        |
| Dallas-Fort Worth Film Critics Association    | 13 décembre 2016                  | Meilleure musique de film                                                  | Justin Hurwitz                                                                                  | Lauréat    | [ 18 ]        |
| Detroit Film Critics Society                  | 19 décembre 2016                  | Meilleur film                                                              | La La Land                                                                                      | Lauréat    | [ 19 ]        |
| Detroit Film Critics Society                  | 19 décembre 2016                  | Meilleur acteur                                                            | Ryan Gosling                                                                                    | Nomination | [ 19 ]        |
| Detroit Film Critics Society                  | 19 décembre 2016                  | Meilleure actrice                                                          | Emma Stone                                                                                      | Lauréat    | [ 19 ]        |
| Detroit Film Critics Society                  | 19 décembre 2016                  | Meilleur réalisateur                                                       | Damien Chazelle                                                                                 | Lauréat    | [ 19 ]        |
| Detroit Film Critics Society                  | 19 décembre 2016                  | Meilleur scénario                                                          | Damien Chazelle                                                                                 | Lauréat    | [ 19 ]        |
| Directors Guild of America Awards             | 4 février 2017                    | Meilleur réalisateur                                                       | Damien Chazelle                                                                                 | Lauréat    | [ 20 ]        |
| Dorian Awards                                 | 26 janvier 2017                   | Film de l'année                                                            | La La Land                                                                                      | Nomination | ,             |
| Dorian Awards                                 | 26 janvier 2017                   | Réalisateur de l'année                                                     | Damien Chazelle                                                                                 | Nomination | ,             |
| Dorian Awards                                 | 26 janvier 2017                   | Performance de l'année - actrice                                           | Emma Stone                                                                                      | Nomination | ,             |
| Dorian Awards                                 | 26 janvier 2017                   | Performance de l'année - acteur                                            | Ryan Gosling                                                                                    | Nomination | ,             |
| Dorian Awards                                 | 26 janvier 2017                   | Scénario de l'année                                                        | Damien Chazelle                                                                                 | Nomination | ,             |
| Dorian Awards                                 | 26 janvier 2017                   | Film le plus marquant visuellement                                         | La La Land                                                                                      | Lauréat    | ,             |
| Empire Awards                                 | 19 mars 2017                      | Meilleur film                                                              | La La Land                                                                                      | Nomination | [ 23 ]        |
| Empire Awards                                 | 19 mars 2017                      | Meilleur acteur                                                            | Ryan Gosling                                                                                    | Nomination | [ 23 ]        |
| Empire Awards                                 | 19 mars 2017                      | Meilleure actrice                                                          | Emma Stone                                                                                      | Nomination | [ 23 ]        |
| Empire Awards                                 | 19 mars 2017                      | Meilleure bande son                                                        | La La Land                                                                                      | Lauréat    | [ 23 ]        |
| Empire Awards                                 | 19 mars 2017                      | Meilleure production                                                       | La La Land                                                                                      | Nomination | [ 23 ]        |
| Florida Film Critics Circle                   | 23 décembre 2016                  | Meilleur film                                                              | La La Land                                                                                      | 2e place   | [ 24 ]        |
| Florida Film Critics Circle                   | 23 décembre 2016                  | Meilleur réalisateur                                                       | Damien Chazelle                                                                                 | Lauréat    | [ 24 ]        |
| Florida Film Critics Circle                   | 23 décembre 2016                  | Meilleur acteur                                                            | Ryan Gosling                                                                                    | Nomination | [ 24 ]        |
| Florida Film Critics Circle                   | 23 décembre 2016                  | Meilleure actrice                                                          | Emma Stone                                                                                      | 2e place   | [ 24 ]        |
| Florida Film Critics Circle                   | 23 décembre 2016                  | Meilleur scénario                                                          | Damien Chazelle                                                                                 | Nomination | [ 24 ]        |
| Florida Film Critics Circle                   | 23 décembre 2016                  | Meilleure photographie                                                     | Linus Sandgren                                                                                  | Lauréat    | [ 24 ]        |
| Florida Film Critics Circle                   | 23 décembre 2016                  | Meilleure direction artistique                                             | La La Land                                                                                      | Lauréat    | [ 24 ]        |
| Florida Film Critics Circle                   | 23 décembre 2016                  | Meilleure bande son                                                        | La La Land                                                                                      | Lauréat    | [ 24 ]        |
| Georgia Film Critics Association              | 13 janvier 2017                   | Meilleur film                                                              | La La Land                                                                                      | Nomination | [ 25 ]        |
| Georgia Film Critics Association              | 13 janvier 2017                   | Meilleur réalisateur                                                       | Damien Chazelle                                                                                 | Lauréat    | [ 25 ]        |
| Georgia Film Critics Association              | 13 janvier 2017                   | Meilleur acteur                                                            | Ryan Gosling                                                                                    | Nomination | [ 25 ]        |
| Georgia Film Critics Association              | 13 janvier 2017                   | Meilleure actrice                                                          | Emma Stone                                                                                      | Nomination | [ 25 ]        |
| Georgia Film Critics Association              | 13 janvier 2017                   | Meilleur scénario                                                          | Damien Chazelle                                                                                 | Lauréat    | [ 25 ]        |
| Georgia Film Critics Association              | 13 janvier 2017                   | Meilleure photographie                                                     | Linus Sandgren                                                                                  | Nomination | [ 25 ]        |
| Georgia Film Critics Association              | 13 janvier 2017                   | Meilleurs décors                                                           | David Wasco and Austin Gorg                                                                     | Lauréat    | [ 25 ]        |
| Georgia Film Critics Association              | 13 janvier 2017                   | Meilleure musique de film                                                  | Justin Hurwitz                                                                                  | Lauréat    | [ 25 ]        |
| Georgia Film Critics Association              | 13 janvier 2017                   | Meilleure chanson originale                                                | Audition (The Fools Who Dream) de Justin Hurwitz, Pasek and Paul                                | Nomination | [ 25 ]        |
| Georgia Film Critics Association              | 13 janvier 2017                   | Meilleure chanson originale                                                | City of Stars de Justin Hurwitz, Benj Pasek, et Justin Paul                                     | Lauréat    | [ 25 ]        |
| Golden Globes                                 | 8 janvier 2017                    | Meilleur film musical ou de comédie                                        | La La Land                                                                                      | Lauréat    | [ 26 ]        |
| Golden Globes                                 | 8 janvier 2017                    | Meilleur acteur dans un film musical ou une comédie                        | Ryan Gosling                                                                                    | Lauréat    | [ 26 ]        |
| Golden Globes                                 | 8 janvier 2017                    | Meilleure actrice dans un film musical ou une comédie                      | Emma Stone                                                                                      | Lauréat    | [ 26 ]        |
| Golden Globes                                 | 8 janvier 2017                    | Meilleur réalisateur                                                       | Damien Chazelle                                                                                 | Lauréat    | [ 26 ]        |
| Golden Globes                                 | 8 janvier 2017                    | Meilleur scénario                                                          | Damien Chazelle                                                                                 | Lauréat    | [ 26 ]        |
| Golden Globes                                 | 8 janvier 2017                    | Meilleure musique de film                                                  | Justin Hurwitz                                                                                  | Lauréat    | [ 26 ]        |
| Golden Globes                                 | 8 janvier 2017                    | Meilleure chanson originale                                                | City of Stars de Justin Hurwitz, Pasek and Paul                                                 | Lauréat    | [ 26 ]        |
| Golden Tomato Awards                          | 12 janvier 2017                   | Meilleure comédie musicale 2016                                            | La La Land                                                                                      | Lauréat    | [ 27 ]        |
| Goldene Kamera                                | 4 mars 2017                       | Meilleur film international                                                | La La Land                                                                                      | Lauréat    | [ 28 ]        |
| Grammy Awards                                 | 28 janvier 2017                   | Meilleure compilation de bande son pour un média visuel                    | La La Land                                                                                      | Lauréat    | [ 29 ]        |
| Grammy Awards                                 | 28 janvier 2017                   | Meilleure bande son pour un média visuel                                   | Justin Hurwitz                                                                                  | Lauréat    | [ 29 ]        |
| Grammy Awards                                 | 28 janvier 2017                   | Meilleure chanson écrite pour un média visuel                              | City of Stars de Justin Hurwitz, Benj Pasek, et Justin Paul                                     | Nomination | [ 29 ]        |
| Grammy Awards                                 | 28 janvier 2017                   | Meilleur arrangements, instrumentales et vocales                           | Another Day of Sun de Justin Hurwitz, Benj Pasek, et Justin Paul                                | Nomination | [ 29 ]        |
| Guild of Music Supervisors Awards             | 16 février 2017                   | Meilleure musique pour un film au budget de plus de 25 millions de dollars | Steven Gizicki for La La Land                                                                   | Lauréat    | [ 30 ]        |
| Guild of Music Supervisors Awards             | 16 février 2017                   | Meilleure chanson créée pour un film                                       | Steven Gizicki (superviseur) pour City of Stars                                                 | Lauréat    | [ 30 ]        |
| Hamptons International Film Festival          | 10 octobre 2016                   | Audience Award: Best Narrative Feature                                     | Damien Chazelle                                                                                 | Lauréat    | [ 31 ]        |
| Hollywood Film Awards                         | 6 novembre 2016                   | Hollywood Producer Award                                                   | Marc Platt (aussi pour Un jour dans la vie de Billy Lynn and La Fille du train)                 | Lauréat    | [ 32 ]        |
| Hollywood Film Awards                         | 6 novembre 2016                   | Hollywood Cinematography Award                                             | Linus Sandgren                                                                                  | Lauréat    | [ 32 ]        |
| Hollywood Music in Media Awards               | 17 novembre 2016                  | Meilleure musique de film                                                  | Justin Hurwitz                                                                                  | Nomination | [ 33 ] [ 34 ] |
| Hollywood Music in Media Awards               | 17 novembre 2016                  | Meilleure chanson                                                          | Audition (The Fools Who Dream) de Justin Hurwitz, Pasek and Paul                                | Nomination | [ 33 ] [ 34 ] |
| Hollywood Music in Media Awards               | 17 novembre 2016                  | Meilleure chanson                                                          | City of Stars de Justin Hurwitz, Pasek and Paul                                                 | Lauréat    | [ 33 ] [ 34 ] |
| Hollywood Music in Media Awards               | 17 novembre 2016                  | Meilleure supervision de musique                                           | Steven Gizicki                                                                                  | Nomination | [ 33 ] [ 34 ] |
| Houston Film Critics Society                  | 6 janvier 2017                    | Meilleur film                                                              | La La Land                                                                                      | Lauréat    | [ 35 ] [ 36 ] |
| Houston Film Critics Society                  | 6 janvier 2017                    | Meilleur acteur                                                            | Ryan Gosling                                                                                    | Nomination | [ 35 ] [ 36 ] |
| Houston Film Critics Society                  | 6 janvier 2017                    | Meilleure actrice                                                          | Emma Stone                                                                                      | Nomination | [ 35 ] [ 36 ] |
| Houston Film Critics Society                  | 6 janvier 2017                    | Meilleur réalisateur                                                       | Damien Chazelle                                                                                 | Lauréat    | [ 35 ] [ 36 ] |
| Houston Film Critics Society                  | 6 janvier 2017                    | Meilleure photographie                                                     | Linus Sandgren                                                                                  | Lauréat    | [ 35 ] [ 36 ] |
| Houston Film Critics Society                  | 6 janvier 2017                    | Meilleure musique de film                                                  | Justin Hurwitz                                                                                  | Lauréat    | [ 35 ] [ 36 ] |
| Houston Film Critics Society                  | 6 janvier 2017                    | Meilleure chanson originale                                                | Audition (The Fools Who Dream) de Justin Hurwitz, Pasek and Paul                                | Nomination | [ 35 ] [ 36 ] |
| Houston Film Critics Society                  | 6 janvier 2017                    | Meilleure chanson originale                                                | City of Stars de Justin Hurwitz, Pasek and Paul                                                 | Lauréat    | [ 35 ] [ 36 ] |
| Houston Film Critics Society                  | 6 janvier 2017                    | Meilleur scénario                                                          | Damien Chazelle                                                                                 | Nomination | [ 35 ] [ 36 ] |
| Houston Film Critics Society                  | 6 janvier 2017                    | Meilleure affiche                                                          | La La Land                                                                                      | Lauréat    | [ 35 ] [ 36 ] |
| Houston Film Critics Society                  | 6 janvier 2017                    | Réalisations techniques                                                    | La La Land (production design)                                                                  | Lauréat    | [ 35 ] [ 36 ] |
| IndieWire Critics Poll                        | 19 décembre 2016                  | Meilleur film                                                              | La La Land                                                                                      | 3rd Place  | [ 37 ]        |
| IndieWire Critics Poll                        | 19 décembre 2016                  | Meilleur réalisateur                                                       | Damien Chazelle                                                                                 | 2e place   | [ 37 ]        |
| IndieWire Critics Poll                        | 19 décembre 2016                  | Meilleure actrice                                                          | Emma Stone                                                                                      | 4e place   | [ 37 ]        |
| IndieWire Critics Poll                        | 19 décembre 2016                  | Meilleur acteur                                                            | Ryan Gosling                                                                                    | 7e place   | [ 37 ]        |
| IndieWire Critics Poll                        | 19 décembre 2016                  | Meilleur scénario                                                          | La La Land                                                                                      | 10e place  | [ 37 ]        |
| IndieWire Critics Poll                        | 19 décembre 2016                  | Meilleure musique de film                                                  | La La Land                                                                                      | 2e place   | [ 37 ]        |
| IndieWire Critics Poll                        | 19 décembre 2016                  | Meilleure photographie                                                     | La La Land                                                                                      | 2e place   | [ 37 ]        |
| IndieWire Critics Poll                        | 19 décembre 2016                  | Meilleur montage                                                           | La La Land                                                                                      | 3rd Place  | [ 37 ]        |
| International Film Music Critics Association  | 23 février 2017                   | Meilleure musique de film - comédie ou musicale                            | Justin Hurwitz                                                                                  | Lauréat    | [ 38 ] [ 39 ] |
| International Film Music Critics Association  | 23 février 2017                   | Composition de musique de film de l'année                                  | Justin Hurwitz                                                                                  | Lauréat    | [ 38 ] [ 39 ] |
| International Film Music Critics Association  | 23 février 2017                   | Musique de film de l'année                                                 | Justin Hurwitz                                                                                  | Nomination | [ 38 ] [ 39 ] |
| Irish Film & Television Awards                | 8 avril 2017                      | Meilleur film international                                                | La La Land                                                                                      | Nomination | [ 40 ]        |
| Irish Film & Television Awards                | 8 avril 2017                      | Meilleur acteur international                                              | Ryan Gosling                                                                                    | Nomination | [ 40 ]        |
| Irish Film & Television Awards                | 8 avril 2017                      | Meilleure actrice internationale                                           | Emma Stone                                                                                      | Lauréat    | [ 40 ]        |
| Location Managers Guild Awards                | 8 avril 2017                      | Meilleurs lieux de tournage                                                | Robert Foulkes et Steve Beimler                                                                 | Lauréat    | [ 41 ]        |
| London Film Critics Circle                    | 22 janvier 2017                   | Film de l'année                                                            | La La Land                                                                                      | Lauréat    | [ 42 ]        |
| London Film Critics Circle                    | 22 janvier 2017                   | Réalisateur de l'année                                                     | Damien Chazelle                                                                                 | Nomination | [ 42 ]        |
| London Film Critics Circle                    | 22 janvier 2017                   | Actrice de l'année                                                         | Emma Stone                                                                                      | Nomination | [ 42 ]        |
| London Film Critics Circle                    | 22 janvier 2017                   | Scénariste de l'année                                                      | Damien Chazelle                                                                                 | Nomination | [ 42 ]        |
| London Film Critics Circle                    | 22 janvier 2017                   | Réalisations techniques                                                    | Justin Hurwitz (musique)                                                                        | Nomination | [ 42 ]        |
| Los Angeles Film Critics Association          | 4 décembre 2016                   | Meilleur film                                                              | La La Land                                                                                      | 2e place   | [ 43 ]        |
| Los Angeles Film Critics Association          | 4 décembre 2016                   | Meilleur réalisateur                                                       | Damien Chazelle                                                                                 | 2e place   | [ 43 ]        |
| Los Angeles Film Critics Association          | 4 décembre 2016                   | Meilleure musique                                                          | Justin Hurwitz, Pasek and Paul                                                                  | Lauréat    | [ 43 ]        |
| Los Angeles Film Critics Association          | 4 décembre 2016                   | Meilleure photographie                                                     | Linus Sandgren                                                                                  | 2e place   | [ 43 ]        |
| Los Angeles Film Critics Association          | 4 décembre 2016                   | Meilleur montage                                                           | Tom Cross                                                                                       | 2e place   | [ 43 ]        |
| Los Angeles Film Critics Association          | 4 décembre 2016                   | Meilleurs décors                                                           | David Wasco                                                                                     | 2e place   | [ 43 ]        |
| Make-Up Artists and Hair Stylists Guild (en)  | 19 février 2017                   | Long métrage - maquillage contemporain                                     | Angel Radefeld-Wright et Torsten Witte                                                          | Nomination | [ 44 ]        |
| Make-Up Artists and Hair Stylists Guild (en)  | 19 février 2017                   | Long métrage - Coiffure contemporaine                                      | Frida Aradottir, Barbara Lorenz, and Jackie Masteran                                            | Lauréat    | [ 44 ]        |
| Mostra de Venise                              | 10 septembre 2016                 | Lion d'or                                                                  | Damien Chazelle                                                                                 | Nomination | [ 45 ]        |
| Mostra de Venise                              | 10 septembre 2016                 | Green Drop Award                                                           | Damien Chazelle                                                                                 | Nomination | [ 45 ]        |
| Mostra de Venise                              | 10 septembre 2016                 | Coupe Volpi de la meilleure interprétation féminine                        | Emma Stone                                                                                      | Lauréat    | [ 45 ]        |
| Motion Picture Sound Editors                  | 19 janvier 2017                   | Mixage sonore - long métrage - comédie musicale                            | Jason Ruder                                                                                     | Lauréat    | [ 46 ]        |
| National Society of Film Critics              | 7 janvier 2017                    | Meilleur film                                                              | La La Land                                                                                      | 3e place   | [ 47 ]        |
| National Society of Film Critics              | 7 janvier 2017                    | Meilleur réalisateur                                                       | Damien Chazelle                                                                                 | 2e place   | [ 47 ]        |
| National Society of Film Critics              | 7 janvier 2017                    | Meilleure photographie                                                     | Linus Sandgren                                                                                  | 2e place   | [ 47 ]        |
| New York Film Critics Circle                  | 1er décembre 2016                 | Meilleur film                                                              | La La Land                                                                                      | Lauréat    | [ 48 ]        |
| New York Film Critics Online                  | 11 décembre 2016                  | Meilleur usage de musique                                                  | Justin Hurwitz                                                                                  | Lauréat    | [ 49 ]        |
| Online Film Critics Society                   | 3 janvier 2017                    | Meilleur film                                                              | La La Land                                                                                      | Nomination | [ 50 ]        |
| Online Film Critics Society                   | 3 janvier 2017                    | Meilleur réalisateur                                                       | Damien Chazelle                                                                                 | Nomination | [ 50 ]        |
| Online Film Critics Society                   | 3 janvier 2017                    | Meilleur acteur                                                            | Ryan Gosling                                                                                    | Nomination | [ 50 ]        |
| Online Film Critics Society                   | 3 janvier 2017                    | Meilleure actrice                                                          | Emma Stone                                                                                      | Nomination | [ 50 ]        |
| Online Film Critics Society                   | 3 janvier 2017                    | Meilleur scénario original                                                 | Damien Chazelle                                                                                 | Nomination | [ 50 ]        |
| Online Film Critics Society                   | 3 janvier 2017                    | Meilleur montage                                                           | Tom Cross                                                                                       | Lauréat    | [ 50 ]        |
| Online Film Critics Society                   | 3 janvier 2017                    | Meilleure photographie                                                     | Linus Sandgren                                                                                  | Lauréat    | [ 50 ]        |
| Oscars                                        | 26 février 2017                   | Meilleur film                                                              | Fred Berger, Jordan Horowitz, et Marc Platt                                                     | Nomination | [ 51 ]        |
| Oscars                                        | 26 février 2017                   | Meilleur réalisateur                                                       | Damien Chazelle                                                                                 | Lauréat    | [ 51 ]        |
| Oscars                                        | 26 février 2017                   | Meilleur acteur                                                            | Ryan Gosling                                                                                    | Nomination | [ 51 ]        |
| Oscars                                        | 26 février 2017                   | Meilleure actrice                                                          | Emma Stone                                                                                      | Lauréat    | [ 51 ]        |
| Oscars                                        | 26 février 2017                   | Meilleur scénario original                                                 | Damien Chazelle                                                                                 | Nomination | [ 51 ]        |
| Oscars                                        | 26 février 2017                   | Meilleure musique de film                                                  | Justin Hurwitz                                                                                  | Lauréat    | [ 51 ]        |
| Oscars                                        | 26 février 2017                   | Meilleure chanson originale                                                | Audition (The Fools Who Dream) de Justin Hurwitz, Benj Pasek, et Justin Paul                    | Nomination | [ 51 ]        |
| Oscars                                        | 26 février 2017                   | Meilleure chanson originale                                                | City of Stars de Justin Hurwitz, Benj Pasek, et Justin Paul                                     | Lauréat    | [ 51 ]        |
| Oscars                                        | 26 février 2017                   | Meilleur montage de son                                                    | Ai-Ling Lee (en) and Mildred Iatrou Morgan                                                      | Nomination | [ 51 ]        |
| Oscars                                        | 26 février 2017                   | Meilleur mixage de son                                                     | Andy Nelson, Ai-Ling Lee, et Steve A. Morrow                                                    | Nomination | [ 51 ]        |
| Oscars                                        | 26 février 2017                   | Meilleurs décors                                                           | David Wasco et Sandy Reynolds-Wasco                                                             | Lauréat    | [ 51 ]        |
| Oscars                                        | 26 février 2017                   | Meilleure photographie                                                     | Linus Sandgren                                                                                  | Lauréat    | [ 51 ]        |
| Oscars                                        | 26 février 2017                   | Meilleure création de costumes                                             | Mary Zophres                                                                                    | Nomination | [ 51 ]        |
| Oscars                                        | 26 février 2017                   | Meilleur montage                                                           | Tom Cross                                                                                       | Nomination | [ 51 ]        |
| Palm Springs International Film Festival      | 2 janvier 2017                    | Vanguard Award                                                             | La La Land                                                                                      | Lauréat    | [ 52 ]        |
| Producers Guild of America                    | 28 janvier 2017                   | Meilleur film                                                              | Fred Berger, Jordan Horowitz, and Marc Platt                                                    | Lauréat    | [ 53 ]        |
| San Diego Film Critics Society                | 12 décembre 2016                  | Meilleur film                                                              | La La Land                                                                                      | 2e place   | [ 54 ] [ 55 ] |
| San Diego Film Critics Society                | 12 décembre 2016                  | Meilleur réalisateur                                                       | Damien Chazelle                                                                                 | 2e place   | [ 54 ] [ 55 ] |
| San Diego Film Critics Society                | 12 décembre 2016                  | Meilleur acteur                                                            | Ryan Gosling                                                                                    | Nomination | [ 54 ] [ 55 ] |
| San Diego Film Critics Society                | 12 décembre 2016                  | Meilleure actrice                                                          | Emma Stone                                                                                      | 2e place   | [ 54 ] [ 55 ] |
| San Diego Film Critics Society                | 12 décembre 2016                  | Meilleur scénario original                                                 | Damien Chazelle                                                                                 | Nomination | [ 54 ] [ 55 ] |
| San Diego Film Critics Society                | 12 décembre 2016                  | Meilleur montage                                                           | Tom Cross                                                                                       | Nomination | [ 54 ] [ 55 ] |
| San Diego Film Critics Society                | 12 décembre 2016                  | Meilleure photographie                                                     | Linus Sandgren                                                                                  | 2e place   | [ 54 ] [ 55 ] |
| San Diego Film Critics Society                | 12 décembre 2016                  | Meilleurs décors                                                           | David Wasco                                                                                     | 2e place   | [ 54 ] [ 55 ] |
| San Diego Film Critics Society                | 12 décembre 2016                  | Meilleurs costumes                                                         | Mary Zophres                                                                                    | Lauréat    | [ 54 ] [ 55 ] |
| San Diego Film Critics Society                | 12 décembre 2016                  | Meilleure musique de film                                                  | La La Land                                                                                      | 2e place   | [ 54 ] [ 55 ] |
| San Diego Film Critics Society                | 12 décembre 2016                  | Meilleurs effets visuels                                                   | La La Land                                                                                      | Nomination | [ 54 ] [ 55 ] |
| San Francisco Film Critics Circle             | 11 décembre 2016                  | Meilleur film                                                              | La La Land                                                                                      | Nomination | [ 56 ]        |
| San Francisco Film Critics Circle             | 11 décembre 2016                  | Meilleur réalisateur                                                       | Damien Chazelle                                                                                 | Nomination | [ 56 ]        |
| San Francisco Film Critics Circle             | 11 décembre 2016                  | Meilleur acteur                                                            | Ryan Gosling                                                                                    | Nomination | [ 56 ]        |
| San Francisco Film Critics Circle             | 11 décembre 2016                  | Meilleur scénario                                                          | Damien Chazelle                                                                                 | Nomination | [ 56 ]        |
| San Francisco Film Critics Circle             | 11 décembre 2016                  | Meilleure photographie                                                     | Linus Sandgren                                                                                  | Nomination | [ 56 ]        |
| San Francisco Film Critics Circle             | 11 décembre 2016                  | Meilleurs décors                                                           | David Wasco                                                                                     | Nomination | [ 56 ]        |
| San Francisco Film Critics Circle             | 11 décembre 2016                  | Meilleure musique de film                                                  | Justin Hurwitz                                                                                  | Nomination | [ 56 ]        |
| San Francisco Film Critics Circle             | 11 décembre 2016                  | Meilleur montage                                                           | Tom Cross                                                                                       | Nomination | [ 56 ]        |
| Santa Barbara International Film Festival     | 3 février 2017                    | Meilleure performance de l'année                                           | Ryan Gosling and Emma Stone                                                                     | Lauréat    | [ 57 ]        |
| Satellite Awards                              | 19 février 2017                   | Meilleur film                                                              | La La Land                                                                                      | Lauréat    | [ 58 ]        |
| Satellite Awards                              | 19 février 2017                   | Meilleur réalisateur                                                       | Damien Chazelle                                                                                 | Nomination | [ 58 ]        |
| Satellite Awards                              | 19 février 2017                   | Meilleur acteur                                                            | Ryan Gosling                                                                                    | Nomination | [ 58 ]        |
| Satellite Awards                              | 19 février 2017                   | Meilleure actrice                                                          | Emma Stone                                                                                      | Nomination | [ 58 ]        |
| Satellite Awards                              | 19 février 2017                   | Meilleur scénario original                                                 | Damien Chazelle                                                                                 | Nomination | [ 58 ]        |
| Satellite Awards                              | 19 février 2017                   | Meilleure photographie                                                     | Linus Sandgren                                                                                  | Nomination | [ 58 ]        |
| Satellite Awards                              | 19 février 2017                   | Meilleure musique de film                                                  | Justin Hurwitz                                                                                  | Lauréat    | [ 58 ]        |
| Satellite Awards                              | 19 février 2017                   | Meilleure chanson originale                                                | Audition (The Fools Who Dream) de Justin Hurwitz, Pasek and Paul                                | Nomination | [ 58 ]        |
| Satellite Awards                              | 19 février 2017                   | Meilleure chanson originale                                                | City of Stars de Justin Hurwitz, Pasek and Paul                                                 | Lauréat    | [ 58 ]        |
| Satellite Awards                              | 19 février 2017                   | Meilleure direction artistique et décors                                   | David Wasco                                                                                     | Lauréat    | [ 58 ]        |
| Satellite Awards                              | 19 février 2017                   | Meilleur montage                                                           | Tom Cross                                                                                       | Nomination | [ 58 ]        |
| Satellite Awards                              | 19 février 2017                   | Meilleurs costumes                                                         | Mary Zophres                                                                                    | Nomination | [ 58 ]        |
| Satellite Awards                              | 19 février 2017                   | Meilleur son                                                               | La La Land                                                                                      | Nomination | [ 58 ]        |
| Saturn Awards                                 | 28 juin 2017                      | Meilleur film indépendant                                                  | La La Land                                                                                      | Lauréat    | [ 59 ]        |
| Saturn Awards                                 | 28 juin 2017                      | Meilleure musique                                                          | Justin Hurwitz                                                                                  | Lauréat    | [ 59 ]        |
| Screen Actors Guild Awards                    | 29 janvier 2017                   | Meilleur acteur dans un premier rôle                                       | Ryan Gosling                                                                                    | Nomination | [ 60 ]        |
| Screen Actors Guild Awards                    | 29 janvier 2017                   | Meilleure actrice dans un premier rôle                                     | Emma Stone                                                                                      | Lauréat    | [ 60 ]        |
| Seattle Film Critics Society                  | 5 janvier 2017                    | Meilleur film de l'année                                                   | La La Land                                                                                      | Nomination | [ 61 ] [ 62 ] |
| Seattle Film Critics Society                  | 5 janvier 2017                    | Meilleur réalisateur                                                       | Damien Chazelle                                                                                 | Nomination | [ 61 ] [ 62 ] |
| Seattle Film Critics Society                  | 5 janvier 2017                    | Meilleur acteur dans un premier rôle                                       | Ryan Gosling                                                                                    | Nomination | [ 61 ] [ 62 ] |
| Seattle Film Critics Society                  | 5 janvier 2017                    | Meilleure actrice dans un premier rôle                                     | Emma Stone                                                                                      | Nomination | [ 61 ] [ 62 ] |
| Seattle Film Critics Society                  | 5 janvier 2017                    | Meilleur scénario                                                          | Damien Chazelle                                                                                 | Nomination | [ 61 ] [ 62 ] |
| Seattle Film Critics Society                  | 5 janvier 2017                    | Meilleure photographie                                                     | Linus Sandgren                                                                                  | Nomination | [ 61 ] [ 62 ] |
| Seattle Film Critics Society                  | 5 janvier 2017                    | Meilleur montage                                                           | Tom Cross                                                                                       | Nomination | [ 61 ] [ 62 ] |
| Seattle Film Critics Society                  | 5 janvier 2017                    | Meilleure musique de film                                                  | Justin Hurwitz                                                                                  | Nomination | [ 61 ] [ 62 ] |
| Seattle Film Critics Society                  | 5 janvier 2017                    | Meilleurs décors                                                           | David Wasco et Sandy Reynolds-Wasco                                                             | Nomination | [ 61 ] [ 62 ] |
| Seattle Film Critics Society                  | 5 janvier 2017                    | Meilleurs costumes                                                         | Mary Zophres                                                                                    | Nomination | [ 61 ] [ 62 ] |
| Society of Operating Cameramen                | 11 février 2017                   | Opérateur caméra de l'année                                                | Ari Robbins                                                                                     | Lauréat    | [ 63 ]        |
| St. Louis Film Critics Association            | 18 décembre 2016                  | Meilleur film                                                              | La La Land                                                                                      | Lauréat    | [ 64 ]        |
| St. Louis Film Critics Association            | 18 décembre 2016                  | Meilleur réalisateur                                                       | Damien Chazelle                                                                                 | Lauréat    | [ 64 ]        |
| St. Louis Film Critics Association            | 18 décembre 2016                  | Meilleur acteur                                                            | Ryan Gosling                                                                                    | Nomination | [ 64 ]        |
| St. Louis Film Critics Association            | 18 décembre 2016                  | Meilleure actrice                                                          | Emma Stone                                                                                      | Nomination | [ 64 ]        |
| St. Louis Film Critics Association            | 18 décembre 2016                  | Meilleur scénario original                                                 | Damien Chazelle                                                                                 | Nomination | [ 64 ]        |
| St. Louis Film Critics Association            | 18 décembre 2016                  | Meilleur montage                                                           | Tom Cross                                                                                       | 2e place   | [ 64 ]        |
| St. Louis Film Critics Association            | 18 décembre 2016                  | Best Cinematography                                                        | Linus Sandgren                                                                                  | Lauréat    | [ 64 ]        |
| St. Louis Film Critics Association            | 18 décembre 2016                  | Meilleurs décors                                                           | David Wasco                                                                                     | 2e place   | [ 64 ]        |
| St. Louis Film Critics Association            | 18 décembre 2016                  | Meilleurs effets visuels                                                   | La La Land                                                                                      | Nomination | [ 64 ]        |
| St. Louis Film Critics Association            | 18 décembre 2016                  | Meilleure musique                                                          | Justin Hurwitz                                                                                  | Lauréat    | [ 64 ]        |
| St. Louis Film Critics Association            | 18 décembre 2016                  | Meilleure bande son                                                        | La La Land                                                                                      | 2e place   | [ 64 ]        |
| St. Louis Film Critics Association            | 18 décembre 2016                  | Meilleure chanson                                                          | Audition (The Fools Who Dream)                                                                  | Lauréat    | [ 64 ]        |
| St. Louis Film Critics Association            | 18 décembre 2016                  | Meilleure chanson                                                          | City of Stars                                                                                   | 2e place   | [ 64 ]        |
| St. Louis Film Critics Association            | 18 décembre 2016                  | Meilleure scène                                                            | Numéro d'ouverture, Another Day of Sun                                                          | Lauréat    | [ 64 ]        |
| Toronto Film Critics Association              | 11 décembre 2016                  | Meilleur réalisateur                                                       | Damien Chazelle                                                                                 | 2e place   | [ 65 ]        |
| Toronto International Film Festival           | 18 septembre 2016                 | People's Choice Award                                                      | Damien Chazelle                                                                                 | Lauréat    | [ 66 ]        |
| Vancouver Film Critics Circle                 | 20 décembre 2016                  | Meilleur film                                                              | La La Land                                                                                      | Nomination | [ 67 ]        |
| Vancouver Film Critics Circle                 | 20 décembre 2016                  | Meilleur acteur                                                            | Ryan Gosling                                                                                    | Nomination | [ 67 ]        |
| Vancouver Film Critics Circle                 | 20 décembre 2016                  | Meilleur réalisateur                                                       | Damien Chazelle                                                                                 | Nomination | [ 67 ]        |
| Village Voice Film Poll                       | 21 décembre 2016                  | Movie Everyone Is Wrong About                                              | La La Land                                                                                      | Lauréat    | [ 68 ]        |
| Village Voice Film Poll                       | 21 décembre 2016                  | Meilleur réalisateur                                                       | Damien Chazelle                                                                                 | 3e place   | [ 68 ]        |
| Village Voice Film Poll                       | 21 décembre 2016                  | Meilleur film                                                              | La La Land                                                                                      | 6e place   | [ 68 ]        |
| Village Voice Film Poll                       | 21 décembre 2016                  | Meilleure actrice                                                          | Emma Stone                                                                                      | 9e place   | [ 68 ]        |
| Washington D.C. Area Film Critics Association | 5 décembre 2016                   | Meilleur film                                                              | La La Land                                                                                      | Lauréat    | [ 69 ]        |
| Washington D.C. Area Film Critics Association | 5 décembre 2016                   | Meilleur réalisateur                                                       | Damien Chazelle                                                                                 | Lauréat    | [ 69 ]        |
| Washington D.C. Area Film Critics Association | 5 décembre 2016                   | Meilleur acteur                                                            | Ryan Gosling                                                                                    | Nomination | [ 69 ]        |
| Washington D.C. Area Film Critics Association | 5 décembre 2016                   | Meilleure actrice                                                          | Emma Stone                                                                                      | Nomination | [ 69 ]        |
| Washington D.C. Area Film Critics Association | 5 décembre 2016                   | Meilleur scénario original                                                 | Damien Chazelle                                                                                 | Lauréat    | [ 69 ]        |
| Washington D.C. Area Film Critics Association | 5 décembre 2016                   | Meilleurs décors                                                           | David Wasco et Sandy Reynolds-Wasco                                                             | Lauréat    | [ 69 ]        |
| Washington D.C. Area Film Critics Association | 5 décembre 2016                   | Meilleure photographie                                                     | Linus Sandgren                                                                                  | Lauréat    | [ 69 ]        |
| Washington D.C. Area Film Critics Association | 5 décembre 2016                   | Meilleur montage                                                           | Tom Cross                                                                                       | Lauréat    | [ 69 ]        |
| Washington D.C. Area Film Critics Association | 5 décembre 2016                   | Meilleure musique de film                                                  | Justin Hurwitz                                                                                  | Lauréat    | [ 69 ]        |
| Whistler Film Festival                        | Du 30 novembre au 4 décembre 2016 | Prix de l'audience                                                         | La La Land                                                                                      | Lauréat    | [ 70 ]        |
| Writers Guild of America Awards               | 19 février 2017                   | Meilleur scénario original                                                 | Damien Chazelle                                                                                 | Nomination | [ 71 ]        |